# Morti il 13 novembre
| Questa pagina contiene informazioni ricavate automaticamente dalle voci biografiche con l'ausilio del template Bio e di un bot. L'aggiornamento è periodico e automatico e ricostruisce completamente la pagina. Se manca una persona in questa lista, sei pregato di non aggiungerla, ma accertati piuttosto che la sua voce biografica contenga il template Bio e che i dati anagrafici siano correttamente compilati. Se il template Bio manca, inseriscilo tu stesso o, in alternativa, metti l'avviso {{tmp\|Bio}} che ne segnala la mancanza. Se i dati riportati sono sbagliati, correggi direttamente la voce biografica; le modifiche saranno visibili in questa lista entro pochi giorni. Per chiarimenti vedi il progetto biografie. La lista contiene solo le 485 persone che sono citate nell'enciclopedia e per le quali è stato implementato correttamente il template Bio. Pagina aggiornata al 13 ago 2025. |

## IV secolo(1)
- 360 - San Paterniano, vescovo e santo italiano

## VII secolo(1)
- 670 - Massellenda, santa franca

## IX secolo(1)
- 867 - Papa Niccolò I, papa, vescovo e santo italiano

## X secolo(3)
- 923 - Taira no Sadafumi, poeta giapponese (n. 872)
- 933 - Adalolfo di Fiandra, abate
- 935 - Adalberto, vescovo italiano

## XI secolo(6)
- 1002 - Grunilde, principessa norrena
- 1004 - Abbone di Fleury, abate e filosofo francese (n. 945)
- 1009 - Dedi I di Wettin, nobile tedesco
- 1048 - Eberardo, patriarca cattolico tedesco
- 1055 - Guelfo IV di Carinzia, nobile austriaco
- 1093 - Malcolm III di Scozia, re scozzese (n. 1031)

## XII secolo(5)
- 1130 - Adolfo I di Schaumburg, nobile
- 1143 - Folco V d'Angiò, cavaliere medievale franco
- 1154 - Izjaslav II di Kiev, principe russo
- 1175 - Enrico di Francia, arcivescovo cattolico francese (n. 1121)
- 1197 - Omobono Tucenghi, mercante e santo italiano

## XIII secolo(3)
- 1230 - Siardo di Mariengaard, abate
- 1239 - Enrico II di Bar, nobile francese
- 1278 - Barnim I di Pomerania, nobile

## XIV secolo(4)
- 1317 - Yab-Alaha III, vescovo cristiano orientale siro (n. 1245)
- 1319 - Eric VI di Danimarca, re (n. 1274)
- 1359 - Ivan II di Russia, principe russo (n. 1326)
- 1369 - Thomas de Beauchamp, XI conte di Warwick, conte (n. 1313)

## XV secolo(5)
- 1440 - Joan Beaufort, contessa di Westmorland, nobile inglese
- 1442 - Elisabetta di Baviera-Landshut, nobile tedesca (n. 1383)
- 1460 - Enrico il Navigatore, esploratore portoghese (n. 1394)
- 1461 - Carlo da Forlì, arcivescovo cattolico italiano
- 1462 - Anna d'Asburgo, nobile austriaca (n. 1432)

## XVI secolo(11)
- 1512 - Emery d'Amboise, militare francese (n. 1434)
- 1526 - Matteo Prandone, condottiero italiano
- 1532 - Luis de Cardona, arcivescovo cattolico spagnolo (n. 1488)
- 1533 - Chalcochima, condottiero inca
- 1538 - Antonio Buora, architetto e scultore italiano
- 1543 - Ferdinando I Folch de Cardona, militare spagnolo (n. 1469)
- 1544 - Maria van Beckum, nobile olandese
- 1567 - Pedro de la Gasca, vescovo cattolico, diplomatico e generale spagnolo (n. 1493)
- 1571 - Marfa Vasil'evna Sobakina, russa (n. 1552)
- 1585 - Paolo Giordano I Orsini, militare e nobile italiano (n. 1541)
- 1593 - Federico Badoer, letterato, ambasciatore e politico italiano (n. 1519)

## XVII secolo(21)
- 1608 - Bartolomeo Carducci, architetto e pittore italiano (n. 1560)
- 1610 - Bonifacio Antelmi, ambasciatore e funzionario italiano (n. 1542)
- 1619 - Ludovico Carracci, pittore italiano (n. 1555)
- 1620 - Louise de Coligny, principessa (n. 1555)
- 1620 - Iwaki Sadataka, militare giapponese (n. 1583)
- 1623 - Erdmuthe di Brandeburgo, principessa tedesca (n. 1561)
- 1624 - Erpenius, orientalista olandese (n. 1584)
- 1625 - Guglielmo Caccia, pittore italiano (n. 1568)
- 1635 - Paul Laymann, gesuita e giurista tedesco (n. 1574)
- 1635 - Troilo IV de' Rossi, condottiero italiano (n. 1601)
- 1646 - Jeremiah Burroughs, religioso e predicatore inglese (n. 1599)
- 1647 - Gian Vittorio Rossi, poeta, filologo e storico italiano (n. 1570)
- 1653 - Luigi Emanuele di Valois-Angoulême, nobile francese (n. 1596)
- 1663 - Domenico Guargena, pittore italiano (n. 1610)
- 1671 - Jan van Bijlert, pittore olandese (n. 1598)
- 1682 - Agostino Favoriti, poeta, presbitero e latinista italiano (n. 1624)
- 1689 - Matteo Borbone, pittore italiano (n. 1610)
- 1692 - Joseph de la Vega, mercante olandese
- 1695 - Matteo Orlando, vescovo cattolico italiano (n. 1610)
- 1698 - Giovanni di Leiningen-Dagsburg-Falkenburg, nobiluomo tedesco (n. 1662)
- 1698 - Philipp von Zesen, poeta e scrittore tedesco (n. 1619)

## XVIII secolo(18)
- 1701 - Anna Adelaide di Fürstenberg-Heiligenberg, principessa tedesca (n. 1659)
- 1708 - Carlo di Lorena, conte di Marsan, nobile francese (n. 1648)
- 1709 - Giulio Cirello, pittore italiano (n. 1633)
- 1713 - Nikolaus Martini, giurista tedesco (n. 1632)
- 1715 - John Lyon, V conte di Strathmore e Kinghorne, nobile scozzese (n. 1696)
- 1726 - Sofia Dorotea di Celle, principessa tedesca (n. 1666)
- 1736 - Nicolas Bailly, pittore francese (n. 1659)
- 1736 - George Sale, arabista inglese (n. 1697)
- 1761 - Jean-Baptiste Sauvé de La Noue, attore teatrale e commediografo francese (n. 1701)
- 1765 - Sofia Dorotea di Prussia, principessa prussiana (n. 1719)
- 1770 - George Grenville, politico inglese (n. 1712)
- 1771 - Konrad Ernst Ackermann, attore teatrale e impresario teatrale tedesco (n. 1712)
- 1772 - Cristofano Fumi, fantino italiano (n. 1724)
- 1777 - Federico d'Assia-Philippsthal-Barchfeld, nobile (n. 1727)
- 1785 - Joaquín Ibarra, tipografo e editore spagnolo (n. 1725)
- 1788 - Giovanni Lapi, abate e botanico italiano (n. 1720)
- 1791 - Camillo Bonioli, chirurgo italiano (n. 1729)
- 1794 - Federico Cristiano I di Schleswig-Holstein-Sonderburg-Augustenburg, nobile danese (n. 1721)

## XIX secolo(56)
- 1805 - Carlo Anselmo di Thurn und Taxis, principe (n. 1733)
- 1806 - John Stewart, VII conte di Galloway, nobile scozzese (n. 1736)
- 1807 - Luigi Amat Malliano, generale italiano (n. 1744)
- 1809 - Mathurin Cherpitel, architetto francese (n. 1736)
- 1810 - Maria Giuseppina di Savoia, principessa (n. 1753)
- 1811 - Friedrich Jacob Bast, diplomatico e grecista francese (n. 1771)
- 1819 - Aleksandr Petrovič Tormasov, generale russo (n. 1752)
- 1824 - Martin Vignolle, generale e politico francese (n. 1763)
- 1827 - Francesco Calbo Crotta, politico italiano (n. 1760)
- 1828 - André Joseph Abrial, magistrato e politico francese (n. 1750)
- 1828 - Giuseppe Maria Spina, cardinale e arcivescovo cattolico italiano (n. 1756)
- 1831 - Carlo Randoni, architetto italiano (n. 1755)
- 1834 - Friedrich Adolf Ebert, bibliotecario e bibliografo tedesco (n. 1791)
- 1835 - Emanuele Rossi, filosofo e politico italiano (n. 1760)
- 1836 - Vittore Maria Gera, agronomo italiano (n. 1758)
- 1841 - Carolina di Baden, regina (n. 1776)
- 1844 - Ernestine von Fricken, pianista boema (n. 1816)
- 1848 - Robert Darwin, medico inglese (n. 1766)
- 1849 - Marie Manning, assassina svizzera (n. 1821)
- 1853 - Eugène de Planard, drammaturgo e librettista francese (n. 1783)
- 1855 - Carlo Romanò, vescovo cattolico italiano (n. 1789)
- 1856 - Carlo di Leiningen, nobile tedesco (n. 1804)
- 1859 - Ernesta Legnani Bisi, pittrice italiana (n. 1788)
- 1859 - Prudens van Duyse, scrittore belga (n. 1804)
- 1861 - Arthur Hugh Clough, poeta inglese (n. 1819)
- 1862 - Julio Arboleda Pombo, poeta e politico colombiano (n. 1817)
- 1862 - Narinder Singh, principe indiano (n. 1824)
- 1862 - Ludwig Uhland, poeta tedesco (n. 1787)
- 1863 - Ignacio Comonfort, militare e politico messicano (n. 1812)
- 1866 - William Parker, I baronetto di Shenstone, ammiraglio britannico (n. 1781)
- 1868 - Bonaventura Genelli, pittore e illustratore tedesco (n. 1798)
- 1868 - Antonio Piola, economista italiano (n. 1794)
- 1868 - Gioachino Rossini, compositore italiano (n. 1792)
- 1873 - Gabrio Casati, nobile, politico e patriota italiano (n. 1798)
- 1875 - Carlo di Solms-Braunfels, ufficiale, militare e principe tedesco (n. 1812)
- 1876 - Pietro Antonio Coppola, compositore italiano (n. 1793)
- 1878 - Sigismund von Reischach, militare austriaco (n. 1809)
- 1882 - Gottfried Kinkel, poeta, storico e rivoluzionario tedesco (n. 1815)
- 1883 - James Marion Sims, chirurgo statunitense (n. 1813)
- 1884 - Alvise Francesco Mocenigo, politico e imprenditore italiano (n. 1799)
- 1884 - Giuseppe de Spuches, poeta, traduttore e politico italiano (n. 1819)
- 1885 - Maximilian von Arco-Zinneberg, nobile austriaco (n. 1811)
- 1885 - Ercole Lanza di Trabia, politico italiano (n. 1813)
- 1887 - Hans Schjellerup, astronomo danese (n. 1827)
- 1890 - John Francis Davis, diplomatico e sinologo britannico (n. 1795)
- 1891 - Claudius Schraudolph il Vecchio, pittore e litografo tedesco (n. 1813)
- 1892 - Ettore Bertolè Viale, generale e politico italiano (n. 1829)
- 1892 - Enrico Verjus, vescovo cattolico e missionario italiano (n. 1860)
- 1893 - Arnaud Michel d'Abbadie, esploratore francese (n. 1815)
- 1893 - Dominique Régère, attivista francese (n. 1816)
- 1894 - Agostina Pietrantoni, religiosa italiana (n. 1864)
- 1897 - Lea Ahlborn, artista svedese (n. 1826)
- 1897 - Ernest Giles, esploratore britannico (n. 1835)
- 1897 - Jean-Baptiste Pezon, circense francese (n. 1827)
- 1899 - José Ferraz de Almeida Júnior, pittore brasiliano (n. 1850)
- 1899 - Arthur Giry, diplomatista, paleografo e storico francese (n. 1848)

## XX secolo(225)
- 1903 - Yrjö Koskinen, docente, storico e politico finlandese (n. 1830)
- 1903 - Camille Pissarro, pittore francese (n. 1830)
- 1904 - Henri-Alexandre Wallon, storico e politico francese (n. 1812)
- 1907 - Giuseppe Lanzara, avvocato e politico italiano (n. 1836)
- 1908 - Lorenzo Delleani, pittore italiano (n. 1840)
- 1908 - Achille Luchaire, filologo e medievista francese (n. 1846)
- 1909 - Francis Dhanis, militare belga (n. 1861)
- 1909 - Æneas Mackay, politico olandese (n. 1839)
- 1910 - Louis Nels, politico e diplomatico tedesco (n. 1855)
- 1911 - Willibald Nagel, fisiologo tedesco (n. 1870)
- 1912 - Teréza Nováková, scrittrice, editrice e etnografa ceca (n. 1853)
- 1913 - Adam Mahrburg, filosofo polacco (n. 1855)
- 1914 - Dimitrie Anghel, scrittore rumeno (n. 1872)
- 1915 - Friedrich Erismann, igienista e oculista svizzero (n. 1842)
- 1916 - Frederick Septimus Kelly, canottiere britannico (n. 1881)
- 1916 - Ramon Picó i Campamar, poeta spagnolo (n. 1848)
- 1916 - Saki, scrittore britannico (n. 1870)
- 1917 - Ljusik Artem'evna Lisinova, rivoluzionaria russa (n. 1897)
- 1919 - Eteocle Lorini, economista e politico italiano (n. 1865)
- 1920 - Luc-Olivier Merson, pittore e illustratore francese (n. 1846)
- 1920 - Carl Toldt, anatomista austriaco (n. 1840)
- 1921 - Ignaz Goldziher, linguista e filologo ungherese (n. 1850)
- 1922 - Théophile Dufour, avvocato e storico svizzero (n. 1844)
- 1922 - Clément Georges Lemoine, chimico francese (n. 1841)
- 1922 - Gösta Runö, pentatleta svedese (n. 1896)
- 1923 - Eberhard Gothein, storico e economista tedesco (n. 1853)
- 1924 - Friedrich Albin Hoffmann, medico tedesco (n. 1843)
- 1925 - Élémir Bourges, scrittore francese (n. 1852)
- 1925 - Maria Carola Cecchin, religiosa italiana (n. 1877)
- 1927 - Giovanni Gasperini, prefetto italiano (n. 1852)
- 1927 - Feliciano Viera, politico uruguaiano (n. 1872)
- 1928 - Enrico Cecchetti, ballerino, coreografo e insegnante italiano (n. 1850)
- 1928 - Paolo Carlo Francesco Origo, vescovo cattolico italiano (n. 1840)
- 1928 - Oskar Stark, ammiraglio russo (n. 1846)
- 1929 - Vittoria di Prussia, nobile tedesca (n. 1866)
- 1929 - Abd al-Muhsin al-Sa'dun, politico iracheno (n. 1879)
- 1930 - Uberto Pozzoli, giornalista, sindacalista e poeta italiano (n. 1901)
- 1931 - Ivan Fičev, generale bulgaro (n. 1860)
- 1931 - Preston Steiger, pallanuotista statunitense (n. 1898)
- 1932 - Francisco Lagos Cházaro, politico messicano (n. 1878)
- 1935 - Sun Chuanfang, generale e politico cinese (n. 1885)
- 1937 - Mrs. Leslie Carter, attrice statunitense (n. 1857)
- 1937 - Michele Falanga, pittore e poeta italiano (n. 1865)
- 1937 - Ugo Scalori, politico e banchiere italiano (n. 1871)
- 1937 - Leonard Nicolaas de Jong, compositore di scacchi olandese (n. 1869)
- 1938 - Duarte Leopoldo e Silva, arcivescovo cattolico brasiliano (n. 1867)
- 1938 - Franz Stöhr, politico tedesco (n. 1879)
- 1939 - George Nicholls Jr., montatore e regista statunitense (n. 1897)
- 1939 - Lois Weber, regista, attrice e sceneggiatrice statunitense (n. 1879)
- 1940 - Federico Enrico di Prussia, principe e ufficiale prussiano (n. 1874)
- 1940 - Léon Lecornu, ingegnere e fisico francese (n. 1854)
- 1941 - Kārlis Bone, calciatore lettone (n. 1899)
- 1942 - Daniel Callaghan, ammiraglio statunitense (n. 1890)
- 1942 - Robert Remak, matematico tedesco (n. 1888)
- 1942 - Anna Eugénie Schoen-René, soprano e docente tedesca (n. 1864)
- 1942 - Norman Scott, ammiraglio statunitense (n. 1889)
- 1942 - Erwin Stührk, calciatore tedesco (n. 1910)
- 1942 - Mario Trabucchi, militare e aviatore italiano (n. 1908)
- 1943 - Wilhelm Biltz, chimico tedesco (n. 1877)
- 1943 - Maurice Denis, pittore francese (n. 1870)
- 1943 - Igino Ghisellini, militare italiano (n. 1895)
- 1943 - Carmine Giorgio, politico e antifascista italiano (n. 1861)
- 1943 - Giacomo Moschini, attore italiano (n. 1896)
- 1943 - Jerzy Feliks Urman, polacco (n. 1932)
- 1944 - Amilcare Dallagherarda, partigiano italiano (n. 1923)
- 1944 - Georg Frank, calciatore tedesco (n. 1907)
- 1944 - Vincenzo Fusco, militare italiano (n. 1913)
- 1944 - Carl Lampert, presbitero austriaco (n. 1894)
- 1944 - Pietro Arnaldo Terzi, politico e militare italiano (n. 1881)
- 1945 - Eduardo Brettoni, vescovo cattolico italiano (n. 1864)
- 1945 - József Eisenhoffer, calciatore e allenatore di calcio ungherese (n. 1900)
- 1945 - Albert Heijn, imprenditore olandese (n. 1865)
- 1945 - Arnaldo Lucci, politico italiano (n. 1871)
- 1946 - Gerardo Di Martino, magistrato e politico italiano (n. 1878)
- 1947 - Giuseppe Gatti Casazza, ingegnere e architetto italiano (n. 1870)
- 1947 - Raphael Eduard Liesegang, chimico tedesco (n. 1869)
- 1947 - Gaetano Tantalo, presbitero italiano (n. 1905)
- 1948 - Aleksandr Vasil'evič Višnevskij, chirurgo sovietico (n. 1874)
- 1949 - Magna Lykseth-Skogman, soprano norvegese (n. 1874)
- 1949 - Betty May, attrice statunitense (n. 1904)
- 1949 - Angelo Negri, vescovo cattolico e missionario italiano (n. 1889)
- 1950 - Evangelina Bottero, insegnante e divulgatrice scientifica italiana (n. 1859)
- 1950 - Carlos Delgado Chalbaud, politico e militare venezuelano (n. 1909)
- 1950 - Juan Monjardín, calciatore spagnolo (n. 1903)
- 1950 - Jacques Moujica, ciclista su strada francese (n. 1925)
- 1950 - Antonina Leont'evna Zubkova, militare sovietica (n. 1920)
- 1951 - Hugo Leichtentritt, filosofo, scrittore e compositore polacco (n. 1874)
- 1951 - Nikolaj Karlovič Metner, compositore e pianista russo (n. 1880)
- 1951 - Walter de Souza Goulart, calciatore brasiliano (n. 1912)
- 1951 - Georg af Klercker, regista, sceneggiatore e attore svedese (n. 1877)
- 1952 - George Stadel, tennista statunitense (n. 1881)
- 1953 - Emilio Guarini, fisico e inventore italiano (n. 1879)
- 1954 - Jacques Fath, stilista francese (n. 1912)
- 1954 - Giovanni Marchese, ciclista su strada italiano (n. 1889)
- 1955 - Bernard DeVoto, storico e scrittore statunitense (n. 1897)
- 1955 - Moshe Pesach, rabbino greco (n. 1869)
- 1956 - Werner Haas, pilota motociclistico tedesco (n. 1927)
- 1956 - Dave Trottier, hockeista su ghiaccio canadese (n. 1906)
- 1957 - Wilhelmus Bekkers, tiratore di fune olandese (n. 1890)
- 1957 - Margherita Confalonieri Belgiojoso, pittrice italiana (n. 1887)
- 1957 - Antonín Zápotocký, politico cecoslovacco (n. 1884)
- 1958 - Semёn Alekseevič Timošenko, regista cinematografico russo (n. 1899)
- 1960 - Gaston Berger, filosofo e funzionario francese (n. 1896)
- 1960 - Edward Quinan, generale britannico (n. 1885)
- 1961 - Wally Brown, attore statunitense (n. 1904)
- 1961 - Anthony Joseph Drexel Biddle, diplomatico statunitense (n. 1897)
- 1962 - Giuseppe Scarlattei, pittore italiano (n. 1886)
- 1963 - Margaret Murray, egittologa e antropologa britannica (n. 1863)
- 1963 - Şehzade Mahmud Namik, principe ottomano (n. 1913)
- 1964 - Oddo Bernacchia, vescovo cattolico italiano (n. 1880)
- 1964 - Gabriele Santini, direttore d'orchestra italiano (n. 1886)
- 1965 - Natale Montillo, regista, sceneggiatore e attore italiano (n. 1898)
- 1967 - Harriet Cohen, pianista britannica (n. 1895)
- 1967 - Archibald Nye, generale britannico (n. 1895)
- 1967 - Enrique Ruiz Guiñazú, diplomatico e politico argentino (n. 1882)
- 1968 - Berthold Bartosch, animatore e regista ceco (n. 1893)
- 1968 - Cesare Cabras, pittore italiano (n. 1886)
- 1968 - Carlo Fregosi, ginnasta italiano (n. 1890)
- 1968 - Hermann Hohn, generale tedesco (n. 1897)
- 1969 - Bruno Benassati, calciatore italiano (n. 1894)
- 1969 - Iskander Mirza, politico e militare pakistano (n. 1899)
- 1969 - Fanny Rosenfeld, velocista e mezzofondista canadese (n. 1904)
- 1970 - Alberto Massa Gallucci, generale italiano (n. 1905)
- 1970 - Hélène Sparrow, medica e microbiologa polacca (n. 1891)
- 1971 - Carmelina Naselli, letterata, etnologa e bibliotecaria italiana (n. 1894)
- 1972 - Terenzio Gargiulo, musicista e compositore italiano (n. 1903)
- 1972 - Arnold Jackson, mezzofondista britannico (n. 1891)
- 1972 - Margaret Webster, attrice e regista teatrale britannica (n. 1905)
- 1973 - Nicolas Eekman, pittore olandese (n. 1889)
- 1973 - Bryan Stanley Johnson, scrittore, poeta e critico letterario inglese (n. 1933)
- 1973 - Lila Lee, attrice statunitense (n. 1901)
- 1973 - Bruno Maderna, compositore e direttore d'orchestra italiano (n. 1920)
- 1973 - Elsa Schiaparelli, stilista e costumista italiana (n. 1890)
- 1973 - Con Colleano, circense australiano (n. 1899)
- 1974 - Walter Blume, militare e agente segreto tedesco (n. 1906)
- 1974 - Vittorio De Sica, attore, regista e sceneggiatore italiano (n. 1901)
- 1974 - Camillo Mercalli, generale italiano (n. 1882)
- 1974 - Massimo Piacentini, ingegnere e urbanista italiano (n. 1898)
- 1975 - Ol'ga Fëdorovna Berggol'c, poetessa sovietica (n. 1910)
- 1975 - Roberto Cantalupo, politico, diplomatico e saggista italiano (n. 1891)
- 1975 - Rosa Menni, pittrice e giornalista italiana (n. 1889)
- 1975 - Robert Cedric Sherriff, scrittore e sceneggiatore inglese (n. 1896)
- 1976 - Henri Collé, ciclista su strada svizzero (n. 1893)
- 1976 - Franco Simone, critico letterario italiano (n. 1913)
- 1977 - Claudio Nicastro, attore italiano (n. 1913)
- 1977 - Aron Pollitz, calciatore svizzero (n. 1896)
- 1977 - Francesco Sormano, attore, doppiatore e conduttore radiofonico italiano (n. 1899)
- 1977 - Shirō Toyoda, regista e sceneggiatore giapponese (n. 1906)
- 1978 - Beniamino Rosati, medico e ambientalista italiano (n. 1881)
- 1979 - Josef Altstötter, funzionario tedesco (n. 1892)
- 1979 - Freda Betti, mezzosoprano francese (n. 1924)
- 1979 - Moose Goheen, hockeista su ghiaccio statunitense (n. 1894)
- 1979 - Alejandro González Roig, cestista e allenatore di pallacanestro uruguaiano (n. 1907)
- 1979 - Erminio Sertorelli, fondista italiano (n. 1901)
- 1979 - Frank Wallace, calciatore statunitense (n. 1922)
- 1980 - Germinal Concordia, partigiano, anarchico e politico italiano (n. 1913)
- 1980 - Etienne-Auguste-Germain Loosdregt, vescovo cattolico e missionario francese (n. 1908)
- 1980 - Giovanni Rizzo, arcivescovo cattolico italiano (n. 1890)
- 1980 - Elbridge Ross, hockeista su ghiaccio statunitense (n. 1909)
- 1980 - Gauntlett Rowe, calciatore giamaicano (n. 1945)
- 1981 - Bice Lazzari, pittrice italiana (n. 1900)
- 1981 - Gerhard Marcks, scultore tedesco (n. 1889)
- 1981 - Mestre Pastinha, artista marziale brasiliano (n. 1889)
- 1982 - Ángel Magaña, attore argentino (n. 1915)
- 1982 - Gianni Pavovich, violinista italiano (n. 1897)
- 1983 - Alfrēds Brašmanis, calciatore lettone (n. 1904)
- 1983 - Jam Handy, nuotatore, pallanuotista e produttore cinematografico statunitense (n. 1886)
- 1983 - Shizo Kanakuri, maratoneta giapponese (n. 1891)
- 1983 - Pascalina Lehnert, religiosa tedesca (n. 1894)
- 1983 - John Roosma, cestista e militare statunitense (n. 1900)
- 1984 - Eta Boeriu, scrittrice, poetessa e traduttrice rumena (n. 1923)
- 1985 - Elmar Beierstettel, schermidore tedesco (n. 1948)
- 1985 - Gian Carlo Dal Verme, dirigente sportivo e scacchista italiano (n. 1908)
- 1985 - Pierre Marie Nguyễn Huy Quang, vescovo cattolico vietnamita (n. 1910)
- 1985 - Aleksandr Ivanovič Pokryškin, militare e aviatore sovietico (n. 1913)
- 1986 - Franco Cortese, pilota automobilistico italiano (n. 1903)
- 1986 - Francisco Flores Cordoba, calciatore messicano (n. 1926)
- 1986 - Bernardino Palazzi, pittore italiano (n. 1907)
- 1986 - Rudolf Schock, tenore tedesco (n. 1915)
- 1987 - Eduardo Arbide, calciatore spagnolo (n. 1900)
- 1987 - Galliano Rossini, tiratore a volo italiano (n. 1927)
- 1988 - Antal Doráti, direttore d'orchestra e compositore ungherese (n. 1906)
- 1989 - Stewart Chalmers, calciatore scozzese (n. 1907)
- 1989 - Victor Davis, nuotatore canadese (n. 1964)
- 1989 - Gennadij Judin, attore sovietico (n. 1923)
- 1989 - Francesco Giuseppe II del Liechtenstein, principe liechtensteinese (n. 1906)
- 1990 - Don Chaffey, regista, sceneggiatore e produttore cinematografico britannico (n. 1917)
- 1990 - Vivaldo Fornaciari, calciatore italiano (n. 1904)
- 1990 - Richard Lewis, tenore, direttore d'orchestra e insegnante inglese (n. 1914)
- 1990 - Romeo Martinez, critico d'arte spagnolo (n. 1911)
- 1990 - José Roberto Torrent Prats, pittore spagnolo (n. 1904)
- 1991 - Paul-Émile Léger, cardinale e arcivescovo cattolico canadese (n. 1904)
- 1991 - Maurice Mercery, calciatore francese (n. 1902)
- 1991 - Rudolf Turek, storico e archeologo ceco (n. 1910)
- 1991 - Georges Winckelmans, calciatore e allenatore di calcio francese (n. 1910)
- 1992 - Franco Calabrese, basso italiano (n. 1923)
- 1992 - Waldemar Malak, sollevatore polacco (n. 1970)
- 1992 - Ugo Natoli, giurista italiano (n. 1915)
- 1992 - Maurice Ohana, pianista e compositore francese (n. 1913)
- 1992 - Kiki Romero, allenatore di pallacanestro messicano (n. 1929)
- 1993 - Arno Schönberger, storico dell'arte tedesco (n. 1915)
- 1993 - George Taylor, botanico scozzese (n. 1904)
- 1994 - Daniel Barbosa, serial killer colombiano (n. 1930)
- 1994 - Vladimir Antonovič Ivaško, politico sovietico (n. 1932)
- 1994 - Motoo Kimura, biologo giapponese (n. 1924)
- 1994 - Ihor Platonov, scacchista ucraino (n. 1934)
- 1995 - Erdoğan Partener, cestista turco (n. 1929)
- 1995 - Adriana Serra, attrice, conduttrice televisiva e annunciatrice televisiva italiana (n. 1921)
- 1995 - Orlando Sirola, tennista italiano (n. 1928)
- 1995 - John Van Eyssen, attore britannico (n. 1922)
- 1996 - Bill Doggett, pianista statunitense (n. 1916)
- 1997 - Dino Bruseschi, imprenditore e dirigente sportivo italiano (n. 1921)
- 1997 - Alexandru Bârlădeanu, politico e economista rumeno (n. 1911)
- 1997 - Adil Çarçani, politico albanese (n. 1922)
- 1997 - James Couttet, sciatore alpino, saltatore con gli sci e allenatore di sci alpino francese (n. 1921)
- 1997 - Mike McMichael, cestista statunitense (n. 1915)
- 1997 - Larry Shinoda, designer statunitense (n. 1930)
- 1997 - Ján Želibský, pittore slovacco (n. 1907)
- 1998 - Edwige Feuillère, attrice francese (n. 1907)
- 1998 - Valerie Hobson, attrice britannica (n. 1917)
- 1998 - Red Holzman, cestista, allenatore di pallacanestro e dirigente sportivo statunitense (n. 1920)
- 1998 - Hendrik Timmer, tennista olandese (n. 1904)
- 1999 - Antonio Belviso, direttore della fotografia italiano (n. 1910)
- 1999 - Germaine Dieterlen, etnologa francese (n. 1903)
- 2000 - Silvio Bandini, calciatore italiano (n. 1913)

## XXI secolo(125)
- 2001 - Peggy Mount, attrice inglese (n. 1915)
- 2001 - Teresio Piana, calciatore italiano (n. 1918)
- 2001 - Cornelius Warmerdam, astista, allenatore di atletica leggera e allenatore di pallacanestro statunitense (n. 1915)
- 2002 - Roland Hanna, pianista e compositore statunitense (n. 1932)
- 2002 - Juan Alberto Schiaffino, calciatore e allenatore di calcio uruguaiano (n. 1925)
- 2002 - Juan Antonio del Val Gallo, vescovo cattolico spagnolo (n. 1916)
- 2003 - Aldo De Jaco, giornalista e scrittore italiano (n. 1923)
- 2003 - Mitoyo Kawate, supercentenaria giapponese (n. 1889)
- 2003 - Kellie Waymire, attrice statunitense (n. 1967)
- 2004 - John Balance, cantante, compositore e musicista britannico (n. 1962)
- 2004 - Agostino Ferrari Toniolo, vescovo cattolico italiano (n. 1917)
- 2004 - Thomas M. Foglietta, politico e diplomatico statunitense (n. 1928)
- 2004 - Ol' Dirty Bastard, rapper statunitense (n. 1968)
- 2004 - Domenic Mobilio, calciatore canadese (n. 1969)
- 2004 - Carlo Rustichelli, compositore italiano (n. 1916)
- 2004 - Errol Thompson, produttore discografico giamaicano (n. 1948)
- 2005 - Eddie Guerrero, wrestler statunitense (n. 1967)
- 2005 - Timur Kačarava, attivista russo (n. 1985)
- 2005 - Kazimierz Lipień, lottatore polacco (n. 1949)
- 2006 - Tiger Conway, wrestler statunitense (n. 1932)
- 2006 - Dino Faragona, politico e ingegnere italiano (n. 1912)
- 2006 - Alfred Haberl, politico austriaco (n. 1921)
- 2006 - Igor Novák, calciatore cecoslovacco (n. 1948)
- 2007 - Xavier Léon-Dufour, gesuita e teologo francese (n. 1912)
- 2007 - Karel Novák, calciatore e fotografo cecoslovacco (n. 1925)
- 2007 - Giovanni Orlandi, latinista, medievista e filologo italiano (n. 1938)
- 2007 - Robert Taylor, velocista statunitense (n. 1948)
- 2007 - Peter Zinner, montatore, regista e produttore cinematografico austriaco (n. 1919)
- 2008 - François Caradec, scrittore, biografo e fumettista francese (n. 1924)
- 2008 - Marcello Fondato, regista, sceneggiatore e direttore artistico italiano (n. 1924)
- 2008 - Marcello Lotti, giocatore di biliardo italiano (n. 1929)
- 2008 - Bill Miller, astista statunitense (n. 1912)
- 2008 - Anna Ortobelli, cestista italiana (n. 1934)
- 2008 - Julio Riscal, attore spagnolo (n. 1928)
- 2009 - Héctor Facundo, calciatore argentino (n. 1937)
- 2009 - Dell Hymes, antropologo statunitense (n. 1927)
- 2009 - Bernard Kolélas, politico della Repubblica del Congo (n. 1933)
- 2009 - Porter Meriwether, cestista statunitense (n. 1940)
- 2009 - Armen Leonovič Tachtadžjan, botanico sovietico (n. 1910)
- 2010 - Red Curren, cestista canadese (n. 1925)
- 2010 - Luis García Berlanga, regista e sceneggiatore spagnolo (n. 1921)
- 2010 - Roberto Michelucci, violinista italiano (n. 1922)
- 2010 - Riccardo Montanaro, doppiatore italiano (n. 1954)
- 2010 - Allan Sandage, astronomo statunitense (n. 1926)
- 2010 - Richard Van Genechten, ciclista su strada belga (n. 1930)
- 2011 - Jacek Arlet, cestista polacco (n. 1922)
- 2011 - Bobsam Elejiko, calciatore nigeriano (n. 1981)
- 2011 - Guido Falaschi, pilota automobilistico argentino (n. 1989)
- 2012 - Manuel Peña, calciatore spagnolo (n. 1965)
- 2012 - Yao Defen, cinese (n. 1972)
- 2013 - Fritz Altmeyer, calciatore tedesco (n. 1928)
- 2013 - Thierry Gerbier, biatleta francese (n. 1965)
- 2013 - Barbara Lawrence, attrice e modella statunitense (n. 1930)
- 2013 - Mauro Nesti, pilota automobilistico italiano (n. 1935)
- 2013 - Aloysius Ferdinandus Zichem, vescovo cattolico surinamese (n. 1933)
- 2014 - María José Alvarado, modella honduregna (n. 1995)
- 2014 - Andrea Baroni, meteorologo, generale e conduttore televisivo italiano (n. 1917)
- 2014 - Manoel de Barros, poeta brasiliano (n. 1916)
- 2014 - Kakha Bendukidze, politico e imprenditore georgiano (n. 1956)
- 2014 - Krystian Czernichowski, cestista polacco (n. 1930)
- 2014 - Alexander Grothendieck, matematico apolide (n. 1928)
- 2014 - Lucilla Morlacchi, attrice italiana (n. 1936)
- 2015 - Brahim Abdeslam, terrorista francese (n. 1984)
- 2015 - Giorgio Bambini, pugile italiano (n. 1945)
- 2015 - Massimo Gatti, fotografo e imprenditore svizzero (n. 1943)
- 2015 - Giuseppe Leone, politico italiano (n. 1941)
- 2015 - Samy Amimour, terrorista francese (n. 1987)
- 2015 - Aleksandr Vladimirovič Surin, regista sovietico (n. 1939)
- 2015 - Henk Visser, lunghista olandese (n. 1932)
- 2015 - Éliane Vogel-Polsky, giurista belga (n. 1926)
- 2016 - Luigi Caccia Dominioni, architetto, designer e urbanista italiano (n. 1913)
- 2016 - Federico Edwards, calciatore argentino (n. 1931)
- 2016 - Enzo Maiorca, apneista italiano (n. 1931)
- 2016 - Richard Medioni, giornalista, editore e direttore artistico francese (n. 1947)
- 2016 - Jackie Pigeaud, latinista francese (n. 1937)
- 2016 - Laurent Pokou, calciatore ivoriano (n. 1947)
- 2016 - Leon Russell, cantante, musicista e compositore statunitense (n. 1942)
- 2017 - Paul Brown, costumista e scenografo britannico (n. 1960)
- 2017 - Jeff Capel, allenatore di pallacanestro statunitense (n. 1953)
- 2017 - Bobby Doerr, giocatore di baseball statunitense (n. 1918)
- 2017 - Alina Janowska, attrice polacca (n. 1923)
- 2017 - David Poisson, sciatore alpino francese (n. 1982)
- 2017 - Santiago Vernazza, calciatore argentino (n. 1928)
- 2018 - Luigi Vittorio Ferraris, diplomatico italiano (n. 1928)
- 2018 - Lucho Gatica, cantante, attore e personaggio televisivo cileno (n. 1928)
- 2018 - Oreste Genta, generale e aviatore italiano (n. 1911)
- 2018 - Katherine MacGregor, attrice statunitense (n. 1925)
- 2018 - Ken Narita, cantante giapponese (n. 1945)
- 2018 - David Stewart, calciatore scozzese (n. 1947)
- 2018 - Gian Pio Torricelli, artista e poeta italiano (n. 1942)
- 2018 - Kalevi Viskari, ginnasta finlandese (n. 1928)
- 2019 - Giorgio Corbellini, vescovo cattolico italiano (n. 1947)
- 2019 - José Luis Veloso, calciatore spagnolo (n. 1937)
- 2019 - Michele Gazzarri, fumettista italiano (n. 1932)
- 2019 - Raymond Poulidor, ciclista su strada francese (n. 1936)
- 2019 - Yukihiro Takiguchi, attore, cantante e modello giapponese (n. 1985)
- 2020 - Viden Apostolov, calciatore bulgaro (n. 1941)
- 2020 - Terry Duerod, cestista statunitense (n. 1956)
- 2020 - Paul Hornung, giocatore di football americano statunitense (n. 1935)
- 2020 - Attila Horváth, discobolo ungherese (n. 1967)
- 2020 - Louis Rostollan, ciclista su strada francese (n. 1936)
- 2020 - Peter Sutcliffe, serial killer britannico (n. 1946)
- 2020 - John Meurig Thomas, chimico e storico della scienza britannico (n. 1932)
- 2020 - Günther Wirth, calciatore tedesco orientale (n. 1933)
- 2021 - Ed Bullins, drammaturgo e scrittore statunitense (n. 1935)
- 2021 - Ivo Georgiev, calciatore bulgaro (n. 1972)
- 2021 - Gilbert Harman, filosofo statunitense (n. 1938)
- 2021 - Sam Huff, giocatore di football americano statunitense (n. 1934)
- 2021 - John Pearson, scrittore e biografo britannico (n. 1930)
- 2021 - Wilbur Smith, scrittore zambiano (n. 1933)
- 2021 - Bruno Vella, avvocato e politico italiano (n. 1933)
- 2021 - Emi Wada, costumista giapponese (n. 1937)
- 2021 - Clive Wilderspin, tennista australiano (n. 1930)
- 2022 - Colin Campbell, geologo britannico (n. 1931)
- 2022 - Anthony Johnson, artista marziale misto statunitense (n. 1984)
- 2023 - Michael Bishop, scrittore di fantascienza statunitense (n. 1945)
- 2023 - Michel Ciment, scrittore, giornalista e critico cinematografico francese (n. 1938)
- 2023 - Ignacio Poletti, cestista argentino (n. 1930)
- 2023 - Maryanne Trump Barry, avvocata e magistrata statunitense (n. 1937)
- 2023 - Devon Wylie, giocatore di football americano statunitense (n. 1988)
- 2024 - Franco Ferrarotti, sociologo, scrittore e politico italiano (n. 1926)
- 2024 - Dan Hennessey, doppiatore e attore canadese (n. 1942)
- 2024 - Nyedzi Kpokpoya, cestista francese (n. 1976)
- 2024 - Shuntarō Tanikawa, poeta, scrittore e traduttore giapponese (n. 1931)
- 2024 - Luis Ernesto Tapia, calciatore panamense (n. 1944)